# كأس الرابطة الفرنسية
كأس الرابطة الفرنسية (بالفرنسية: Coupe de la Ligue)‏ والمعروفة باسم كأس الدوري هي بطولة كرة قدم فرنسية تأسست في سنة 1994 تحت رعاية رابطة كرة القدم المحترفة.
وخلافاً لكأس فرنسا، كانت المشاركة في هذه البطولة مقتصرة على الأندية المحترفة التي كانت تلعب في أفضل ثلاثة دوريات محترفة في فرنسا (الدرجة الأولى والدرجة الثانية والدرجة الوطنية)؛ على الرغم من أن الثالثة ليست احترافية بالكامل. وكانت تلعب البطولة بنظام إخراج المغلوب من مباراة واحدة. الفائز بالبطولة يتأهل للمشاركة في بطولة دوري أوروبا كما يحدث في بطولة كأس رابطة الأندية الإنجليزية المحترفة. على عكس بطولة كأس فرنسا التي ينظمها اتحاد فرنسا لكرة القدم فإن بطولة كأس الدوري ينظمها رابطة كرة القدم المحترفة، ولهذا فإن جميع الأندية المنضوية تحت لواء رابطة كرة القدم المحترفة كانت تستطيع المشاركة في هذه البطولة.
نسخة عام 2020 كانت هي الأخيرة من كأس الرابطة الفرنسية، إذ تقرر تعليقها انطلاقاً من موسم 2020-21 من أجل «تقليص مباريات الموسم» في فرنسا. يعتبر نادي باريس سان جيرمان هو أنجح الفرق بعدما حاز برصيده تسعة ألقاب ممتلكاً بذلك الرقم القياسي في المسابقة، وهو كذلك أخر نادي فاز باللقب في موسم 2019-20 بعدما فاز على نادي أولمبيك ليون بركلات الترجيح 6-5، بعد تعادلهما سلبا في الوقتين الأصلي والإضافي.
في نهاية موسم 2019-20 قررت رابطة كرة القدم المحترفة إيقاف المسابقة انطلاقاً من موسم 2020-21 من أجل «تقليص مباريات الموسم» في فرنسا.

## التاريخ
حتى سنة 1994 كان بطولة كأس الدوري بطولة صيفية تشارك فيها الأندية من أجل تجربة اللاعبين والخطط التدريبية. البطولة بنظامها القديم كانت موجودة من أجل ملء الفراغ الكبير بين نهاية موسم سابق وبداية موسم قادم. العديد من الأندية الكبيرة لا ترغب في المشاركة في هذه البطولة بل تسمح للفريق الرديف للمشاركة. من 1950 إلى 1960 كانت الأندية التي تخرج من بطولة كأس فرنسا تشارك في بطولة كأس دراغو  ولكن هذه البطولة الأخيرة لا تمت بأي صلة ببطولة كأس الدوري التي بدأت سنة 1994. تم تنظيم بطولة كأس الدوري بنظامها الحالي مرتين في الستينات حيث حققها نادي ستراسبورغ سنة 1964 ونادي نانت سنة 1965.
منذ سنة 1994 فإن أندية الدرجات الأولى، الثانية، والوطنية تتنافس في هذه البطولة. من سنة 1995 إلى سنة 1997 كانت المباراة النهائية تقام على ملعب حديقة الأمراء ولكن اعتبارا من سنة 1998 فإن المباراة النهائية أصبحت تقام في ملعب فرنسا. نادي موناكو أول نادي حقق الكأس الجديدة للبطولة التي صممها بابلو رينوسو عندما تغلب على نادي سوشو 4/1 في 17 مايو 2003.
قرر رئيس رابطة كرة القدم المحترفة إحداث تغيير في طريقة لعب البطولة اعتبارا من موسم 2006/2007 حسب التالي: تبدأ البطولة في أغسطس أو سبتمبر وتنتهي في أبريل. وأصبحت القرعة عشوائية، بالإضافة إلى مشاركة النادي الفائز باللقب مباشرة في الدور الأول من بطولة دوري أبطال أوروبا معفية من المشاركة في الأدوار التمهيدية وتشارك اعتبارا من الدور الثمن النهائي. أدت هذه التغييرات إلى ردود فعل منزعجة من الأندية الصغيرة حيث شعرت بأن هذا التغيير لصالح الأندية الكبيرة. في أول موسم يتم تطبيق فيه هذه التغييرات يصل نادي بوردو ونادي ليون إلى المباراة النهائية وهما النأديان المعفيان من المشاركة في الأدوار الأولى.
حدث خلاف كبير في نهاية موسم 2008/2009 حيث قررت رابطة أندية كرة القدم المحترفة دراسة مقترح بعدم تأهل صاحب المركز الأول في البطولة إلى بطولة دوري أوروبا في الموسم التالي ولكن التلفزيون الفرنسي قرر توجيه رسالة تهديد جدي إليهم بأنه لن يقوم بشراء حقوق النقل التلفزيونية للبطولة. من جهة أخرى تبحث الرابطة عن راعي آخر لنقل أحداث البطولة في حال فشل الاتفاق مع التلفزيون الفرنسي. القرار النهائي بشأن هذا الموضوع سيعلن في يونيو 2009. مجددا تقرر إجراء تغيير على نظام البطولة بإراحة الأندية التي تحتل المراكز الست الأولى في بطولة دوري الدرجة الأولى في الموسم السابق من المشاركة في الأدوار الأولى والمشاركة اعتبارا من الدور الثمن النهائي في شهر سبتمبر. هذه التغييرات سيتم تطبيقها من موسم 2009/2010 إلى موسم 2011/2012.
في نهاية موسم 2019-20 قررت رابطة كرة القدم المحترفة إيقاف المسابقة انطلاقاً من موسم 2020-21 من أجل «تقليص مباريات الموسم» في فرنسا.

## الأرقام القياسية
- أكثر الفرق تحقيقاً للقب: هو نادي باريس سان جيرمان (9 ألقاب)
- أكثر الفرق لعباً للمباراة النهائية: هو نادي باريس سان جيرمان (10 مرة)[8]
- الهداف التاريخي للبطولة: هو الأوروغواياني إدينسون كافاني والبرتغالي باوليتا (15 هدفاً).[9][10]
- أكثر من سجل في مباراة واحدة: هو الفرنسي ستيفان غيفارش (7 أهداف في موسم 1997-98)[11]

## سجل الأبطال
| النادي           | عدد مرات الفوز بالبطولة | عدد مرات الوصافة | سنوات البطولة                                       | سنوات الوصافة                |
| ---------------- | ----------------------- | ---------------- | --------------------------------------------------- | ---------------------------- |
| باريس سان جيرمان | 9                       | 1                | 1995،1998، 2008، 2014، 2015، 2016، 2017، 2018، 2020 | 2000                         |
| نادي ستراسبورغ   | 4                       | 0                | 1964، 1997، 2005، 2019                              |                              |
| بوردو            | 3                       | 3                | 2002، 2007، 2009                                    | 2010، 1998، 1997             |
| أولمبيك مارسيليا | 3                       | 0                | 2010، 2011، 2012                                    |                              |
| نادي ميتز        | 2                       | 1                | 1986، 1996                                          | 1999                         |
| نادي سانت إتيان  | 1                       | 0                | 2013                                                |                              |
| أولمبيك ليون     | 1                       | 5                | 2001                                                | 1996، 2007، 2012، 2014، 2020 |
| نادي موناكو      | 1                       | 4                | 2003                                                | 1984، 2001، 2017، 2018       |
| نادي نانت        | 1                       | 1                | 1965                                                | 2004                         |
| نادي سوشو        | 1                       | 1                | 2004                                                | 2003                         |
| نادي ستاد ريمس   | 1                       | 0                | 1991                                                |                              |
| نادي غانغون      | 1                       | 0                | 2000                                                |                              |
| نادي نانسي       | 1                       | 1                | 2006                                                | 1982                         |

## سجل المباريات النهائية
| النسخة            | البطل            | النتيجة   | الوصيف           | الملعب            | الحضور الجماهيري |
| ----------------- | ---------------- | --------- | ---------------- | ----------------- | ---------------- |
| 1995              | باريس سان جيرمان | 2–0       | نادي باستيا      | بارك دي برينس     | 24,663           |
| 1996              | ميتز             | *0–0 *[A] | أولمبيك ليون     | بارك دي برينس     | 45,368           |
| 1997              | نادي ستراسبورغ   | *0–0 *[B] | جيروندان بوردو   | بارك دي برينس     | 39,878           |
| 1998              | باريس سان جيرمان | *2–2 *[C] | جيروندان بوردو   | ملعب فرنسا        | 77,700           |
| 1999              | لانس             | 1–0       | ميتز             | ملعب فرنسا        | 78,180           |
| 2000              | نادي غويونيون    | 2–0       | باريس سان جيرمان | ملعب فرنسا        | 75,400           |
| 2001              | أولمبيك ليون     | †2–1 †    | نادي موناكو      | ملعب فرنسا        | 78,000           |
| 2002              | جيروندان بوردو   | 3–0       | نادي لوريان      | ملعب فرنسا        | 75,923           |
| 2003              | نادي موناكو      | 4–1       | نادي سوشو        | ملعب فرنسا        | 75,379           |
| 2004 [الإنجليزية] | نادي سوشو        | *1–1 *[D] | نادي نانت        | ملعب فرنسا        | 78,409           |
| 2005              | نادي ستراسبورغ   | 2–1       | كاين             | ملعب فرنسا        | 78,732           |
| 2006              | إي أس نانسي      | 2–1       | نيس              | ملعب فرنسا        | 76,830           |
| 2007              | جيروندان بوردو   | 1–0       | أولمبيك ليون     | ملعب فرنسا        | 79,072           |
| 2008              | باريس سان جيرمان | 2–1       | لانس             | ملعب فرنسا        | 78,741           |
| 2009              | جيروندان بوردو   | 4–0       | نادي فان         | ملعب فرنسا        | 75,822           |
| 2010              | أولمبيك مارسيليا | 3–1       | جيروندان بوردو   | ملعب فرنسا        | 72,749           |
| 2011              | أولمبيك مارسيليا | 1–0       | نادي مونبلييه    | ملعب فرنسا        | 78,511           |
| 2012              | أولمبيك مارسيليا | †1–0 †    | أولمبيك ليون     | ملعب فرنسا        | 78,877           |
| 2013              | نادي سانت إتيان  | 1–0       | ستاد رين         | ملعب فرنسا        | 79,087           |
| 2014              | باريس سان جيرمان | 2–1       | أولمبيك ليون     | ملعب فرنسا        | 78,489           |
| 2015              | باريس سان جيرمان | 4–0       | نادي باستيا      | ملعب فرنسا        | 72,000           |
| 2016              | باريس سان جيرمان | 2–1       | نادي ليل         | ملعب فرنسا        | 68,640           |
| 2017              | باريس سان جيرمان | 4–1       | نادي موناكو      | بارك أولمبيك ليون | 57,841           |
| 2018              | باريس سان جيرمان | 3–0       | نادي موناكو      | ملعب بوردو الجديد | 41,248           |
| 2019              | نادي ستراسبورغ   | *0–0 *[E] | نادي غانغون      | ملعب بيار موروا   | 49,161           |
| 2020              | باريس سان جيرمان | *0–0 *[F] | أولمبيك ليون     | ملعب فرنسا        | 0                |

العلامات
| † | المُباراة ذهبت إلى وقت إضافي                             |
| * | المُباراة وصلت إلى ركلات جزاء ترجيحية بعد الوقت الإضافي. |